# Eutetramorium monticellii
Eutetramorium monticellii är en myrart som beskrevs av Carlo Emery 1899. Eutetramorium monticellii ingår i släktet Eutetramorium och familjen myror. Inga underarter finns listade i Catalogue of Life.

## Bildgalleri

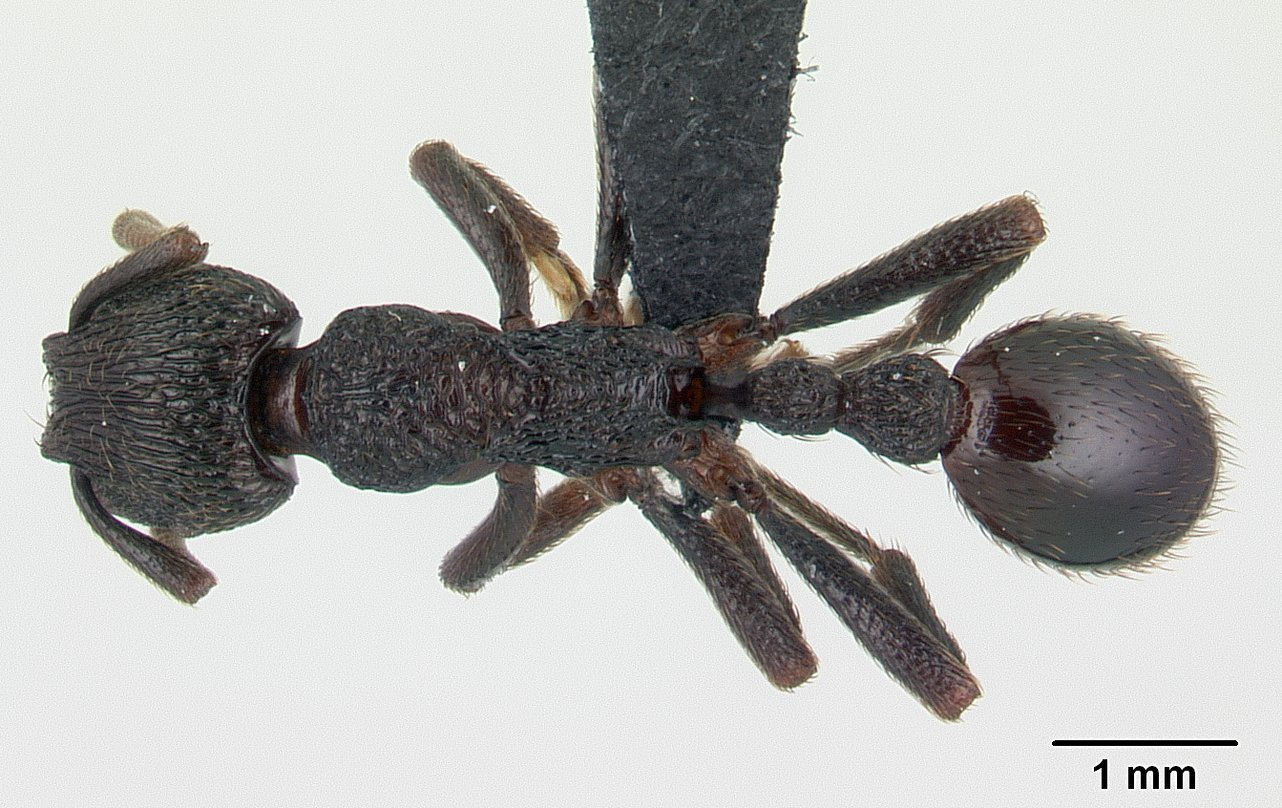
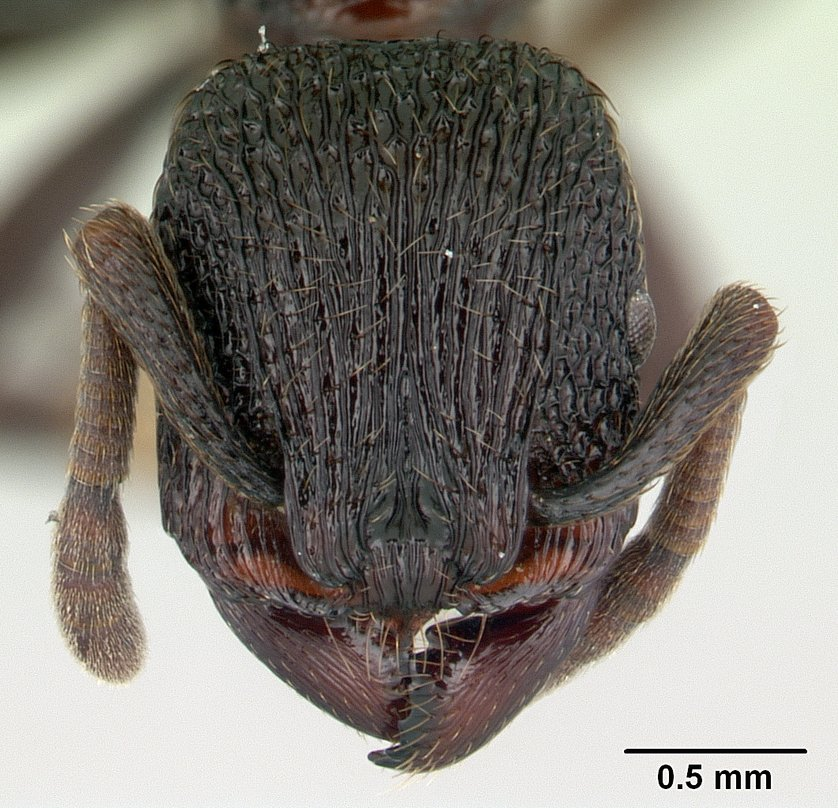
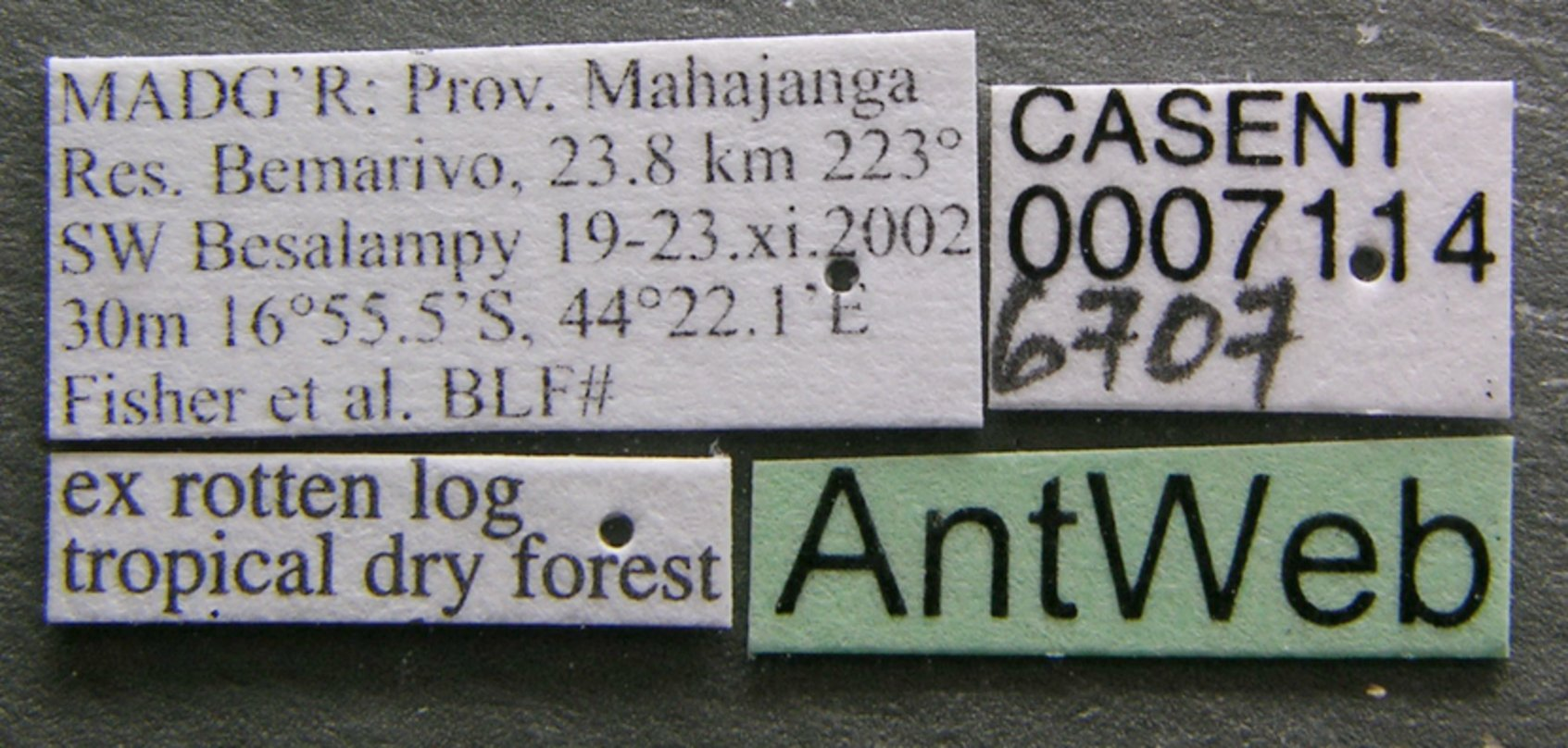
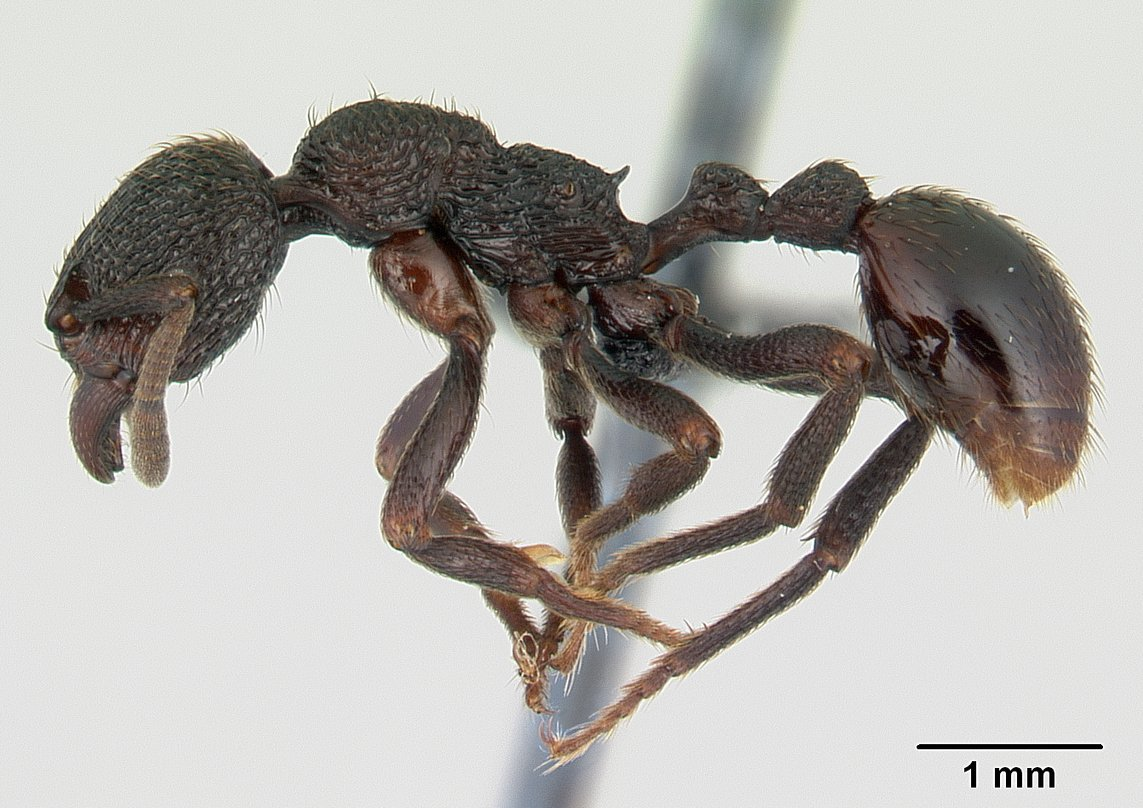
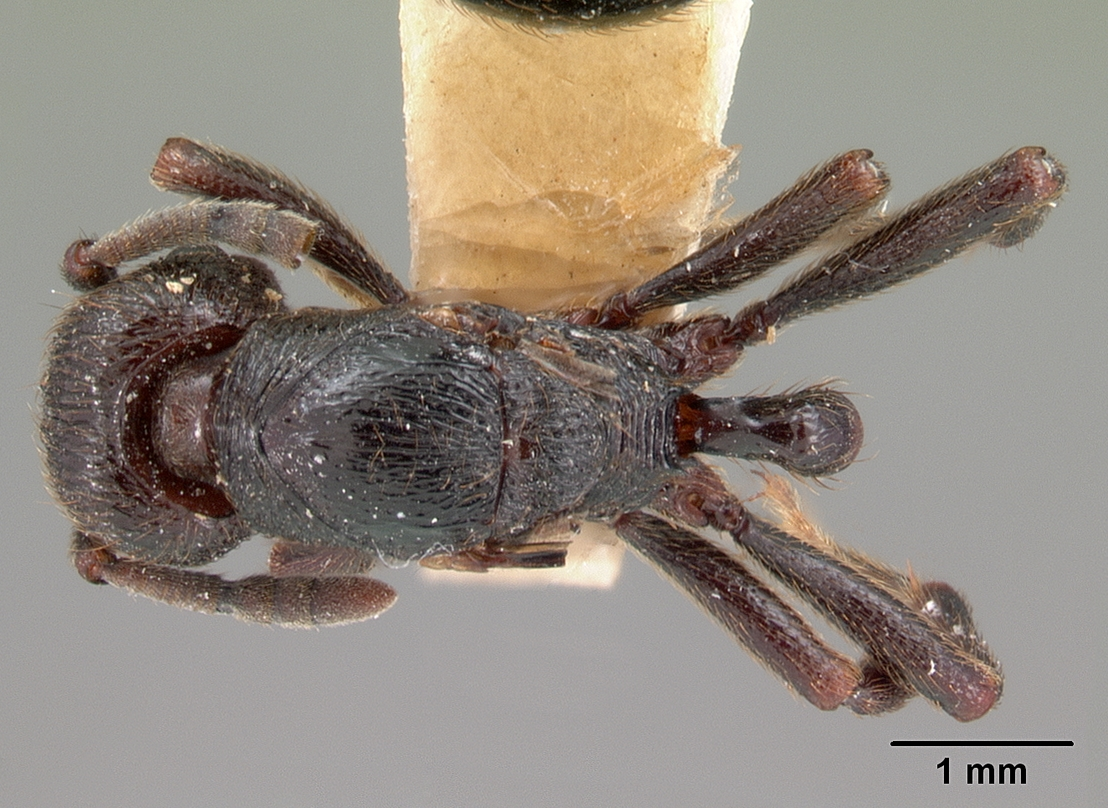
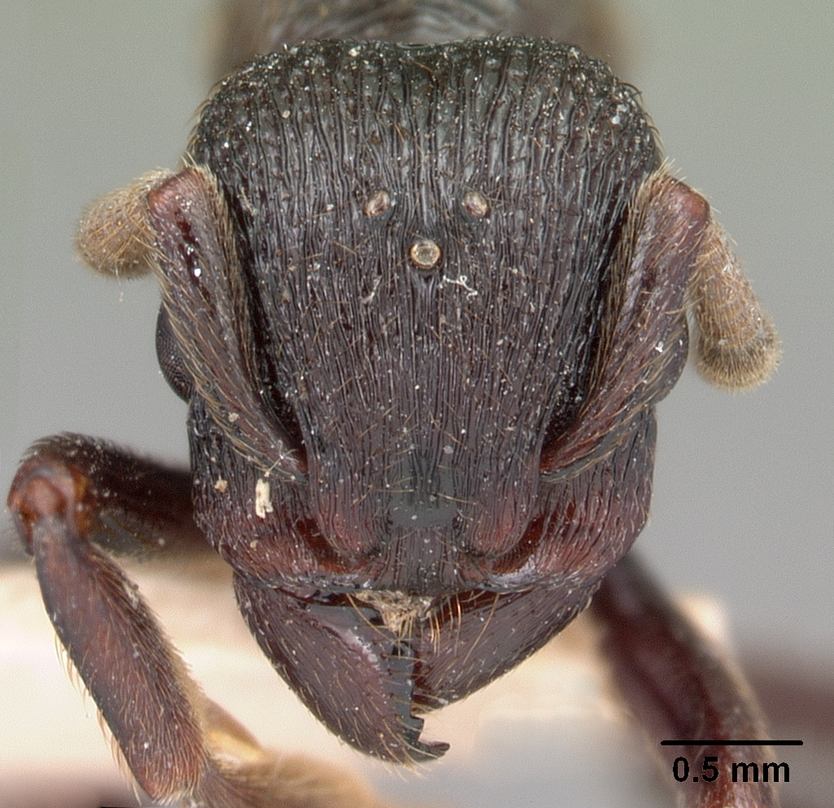